# پل وارلانز
پل وارلانز (انگلیسی: Paul Varelans; ۱۷ سپتامبر ۱۹۶۹ – ۱۶ ژانویهٔ ۲۰۲۱) ورزشکار هنرهای رزمی ترکیبی اهل ایالات متحده آمریکا بود. وی بین سال‌های ۱۹۹۵ تا ۱۹۹۸ میلادی فعالیت می‌کرد.